# Особняк Тушновых
Особняк Тушновых — памятник архитектуры. Расположен в Уфе, современный адрес дома — проспект Салавата Юлаева, 7 / улица Воровского, 22.
В XVII—XVIII веках участок был занят самым большим зданием Уфы — тюрьмой, в котором на 1837 год содержалось 1402 арестанта. В 1870 году тюрьму снесли, участок получила Апполинария Ильинична Дынькова, которая в 1880-х вышла замуж за Владимира Хрисанфовича Тушнова, не то инженера-путейца, не то издателя книг.
Одноэтажное здание из красного кирпича в русско-византийском стиле было построено на Острожном бугре в 1890-х годах. Размеры здания — 25×15 м, у здания есть двухэтажная бытовая пристройка 7,5×9 м и был флигель в стиле барокко, снесённый при постройке проспекта.
Владимир Хрисанфович разорился и покончил с собой, вдова и сын Вадим переехали в флигель, а особняк передали городу, который использовал его как туберкулёзный диспансер.
В советское время здание сохранило функцию туберкулёзного диспансера (по отдельным сообщениям, в послевоенное время в здании разместили Клинику уха, горла и носа), было оштукатурено и окрашено в белый цвет.
В 1991 году особняк решили снести, против чего выступили Союз архитекторов, краеведы, уфимское историко-патриотическое общество «Собор», Всероссийское общество охраны памятников истории и культуры (ВООПИК) и жители города. Краевед Павел Егоров был организатором и участником противодействия бульдозерам, люди встали перед их ножами, чтобы не дать до конца разрушить здание.
До 2010 года в здании после ремонта размещалась Торгово-промышленная палата Башкирии, с 2010 года в здании расположился республиканский арбитражный суд, после его переезда в новое здание в апреле 2022 года обсуждается использование здания под музей.